# Distretto di Yongding
Il distretto di Yongding (永定区S, Yǒngdìng QūP) è un distretto della Cina, situato nella provincia di Hunan e amministrato dalla prefettura di Zhangjiajie.